# Bachchor
Bachchor, auch Bach-Chor, oder Bachverein ist die Bezeichnung eines Chores, der sich schwerpunktmäßig dem Musikwerk Johann Sebastian Bachs verpflichtet fühlt und mit der Aufführung seiner großen geistlichen Chorwerke an die Öffentlichkeit tritt.
Die ersten Bachchöre gründeten sich im Zuge der Bach-Renaissance zu Beginn des 19. Jahrhunderts, die mit der Aufführung der Matthäus-Passion durch Felix Mendelssohn Bartholdy 1829 einen ersten Höhepunkt fand. 1850 wurde die Bach-Gesellschaft Leipzig gegründet. In der Folgezeit entstanden zahlreiche Bachchöre in den großen Städten. Heute sind Bachchöre in der ganzen Welt anzutreffen.